# Nurillo
Nurillo és una concentració de població designada pel cens dels Estats Units a l'estat de Texas. Segons el cens del 2000 tenia 5.056 habitants.

## Demografia
Segons el cens del 2000, Nurillo tenia 5.056 habitants, 1.231 habitatges, i 1.144 famílies. La densitat de població era de 280,5 habitants/km².
Dels 1.231 habitatges en un 64,7% hi vivien nens de menys de 18 anys, en un 72,5% hi vivien parelles casades, en un 15,5% dones solteres, i en un 7% no eren unitats familiars. En el 5,4% dels habitatges hi vivien persones soles l'1,8% de les quals corresponia a persones de 65 anys o més que vivien soles. El nombre mitjà de persones vivint en cada habitatge era de 4,11 i el nombre mitjà de persones que vivien en cada família era de 4,24.
Per edats la població es repartia de la següent manera: un 39,9% tenia menys de 18 anys, un 12,7% entre 18 i 24, un 28,2% entre 25 i 44, un 15,3% de 45 a 60 i un 3,9% 65 anys o més.
L'edat mediana era de 24 anys. Per cada 100 dones de 18 o més anys hi havia 93,2 homes.
La renda mediana per habitatge era de 24.645 $ i la renda mediana per família de 25.160 $. Els homes tenien una renda mediana de 18.137 $ mentre que les dones 15.284 $. La renda per capita de la població era de 7.611 $. Aproximadament el 32,8% de les famílies i el 38,2% de la població estaven per davall del llindar de pobresa.

## Poblacions més properes
El següent diagrama mostra les poblacions més properes.